# Karamurun
Les mines de Karamurun (nord et sud) extraient de l'uranium par lixiviation in situ au Kazakhstan, à environ 10 km au sud-est du village de Shieli, à 140 km au sud-est de Kyzylorda et 330 km au nord-ouest de la ville de Chimkent.
Au début de l'année 2001, la société Kazatomprom commence la production de yellow cake à partir du gisement de Yuzhnyy Karamurun.

## Impact sur l'agriculture
En 2008, la compagnie minière n°6 de Kazatomprom effectue des forages sur les terres de Elibay Dzhikibaev sans son accord. Les pâturages deviennent alors inutilisable pour le bétail, qui tombe dans les trous et se brûle les sabots avec l'acide. Le fermier perd une grande partie de son troupeau et demande une compensation à la compagnie minière, qui promet de rembourser les dégâts mais ne paie pas.
En mars 2010, les habitants affectés par les projets miniers de la région de Shieli demandent la création d'une commission pour enquêter sur la situation. Selon eux, les difficultés rencontrées sur le ranch d'Elibay Dzhikibaev se retrouvent dans toute la région. Les habitants soulignent qu'ils ne s'opposent pas à l'extraction de l'uranium, mais à condition de ne pas blesser les riverains et de financer les pertes subies par les fermiers en temps et en heure.